# Gunpei Yokoi
Gunpei Yokoi of Gumpei Yokoi (横井軍平, Yokoi Gunpei) (Kyoto, 10 september 1941 - Kioto, 4 oktober 1997) was een van de sleutelfiguren in de opbouw van Nintendo als computerspelbedrijf Nintendo. Hij stierf aan de gevolgen van een auto-ongeluk.

## Nintendo
Nintendo, een bedrijf dat al meer dan honderd jaar oud is, heeft al verschillende producten verkocht, van Hanafuda kaarten tot computerspellen. Yokoi begon in 1965 bij het bedrijf te werken nadat hij afstudeerde aan de Doshisha Universiteit.

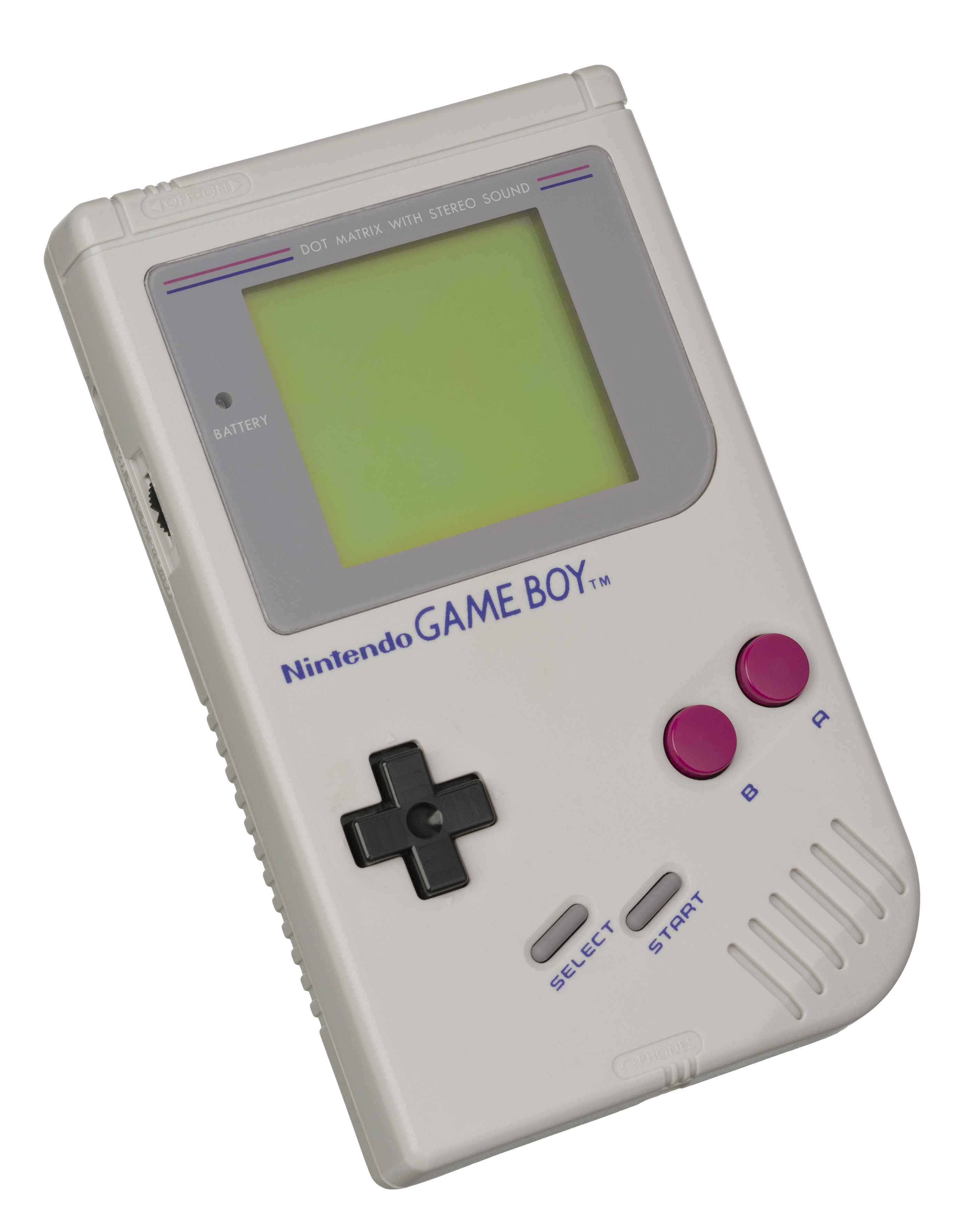
Yokoi zijn meest bekende creatie: De Game Boy.

### Speelgoed
In 1966 bezocht Hiroshi Yamauchi, president van Nintendo, de Hanafuda-fabriek waar Yokoi werkzaam was als onderhoudsman. Direct viel hem de Ultra Hand op welke Yokoi in zijn vrije tijd had gemaakt. Yamauchi vroeg Yokoi direct om het stuk speelgoed door te ontwikkelen zodat het in de schappen lag voor de kerstdrukte. De Ultra Hand was een groot succes en er werden ruim een miljoen exemplaren verkocht. Yokoi werd vervolgens gevraagd om te werken aan ander Nintendo speelgoed, waaronder de Ten Billion Barrel puzzel, een op afstand bedienbare stofzuiger genaamd de Chiritory, een werpmachine voor honkbal, genaamd de Ultra Machine, en de bekende "Love Tester". Hij werkte aan speelgoed totdat Hiroshi Yamauchi in 1974 besloot om computerspellen te gaan maken. Yokoi werd een van de eerste spelontwerpers, alleen voorafgegaan door Genyo Takeda.

### Game & Watch
Tijdens een reis met de Shinkansen, zag Yokoi een verveelde zakenman met een lcd-rekenmachine spelen. Yokoi kreeg toen het idee voor een horloge dat ook als mini-spelcomputer diende. Dit horloge ging over in Game & Watch, een lijn van draagbare elektronische lcd-spellen. De Game & Watch had een lcd-scherm en een D-pad. De Game & Watch-serie kan worden beschouwd als de voorloper van de Game Boy.
Yamauchi benoemt Yokoi in 1981 tot toezichthouder van Donkey Kong, een arcadespel gemaakt door Shigeru Miyamoto. Yokoi deelde veel van de fijne kneepjes van het spelontwerp met Miyamoto aan het begin van diens carrière. Na het wereldwijde succes van Donkey Kong bleef Yokoi werken met Miyamoto. Het volgende spel zat al in de pijplijn. dit zou Mario Bros. worden. Hij bedacht het multiplayer-concept en overtuigde Miyamoto om Mario enkele bovenmenselijke capaciteiten toe te kennen, zoals de mogelijkheid om ongedeerd te landen uit een sprong van ongekende hoogte.
De Game & Watch handhelds telde 59 versies tussen 1980 en 1991. Vele populaire arcadespelletjes werden ook uitgebracht als Game & Watch handheld, waaronder Donkey Kong en Mario Bros., die Yokoi samen met Shigeru Miyamoto heeft ontwikkeld.

### NES

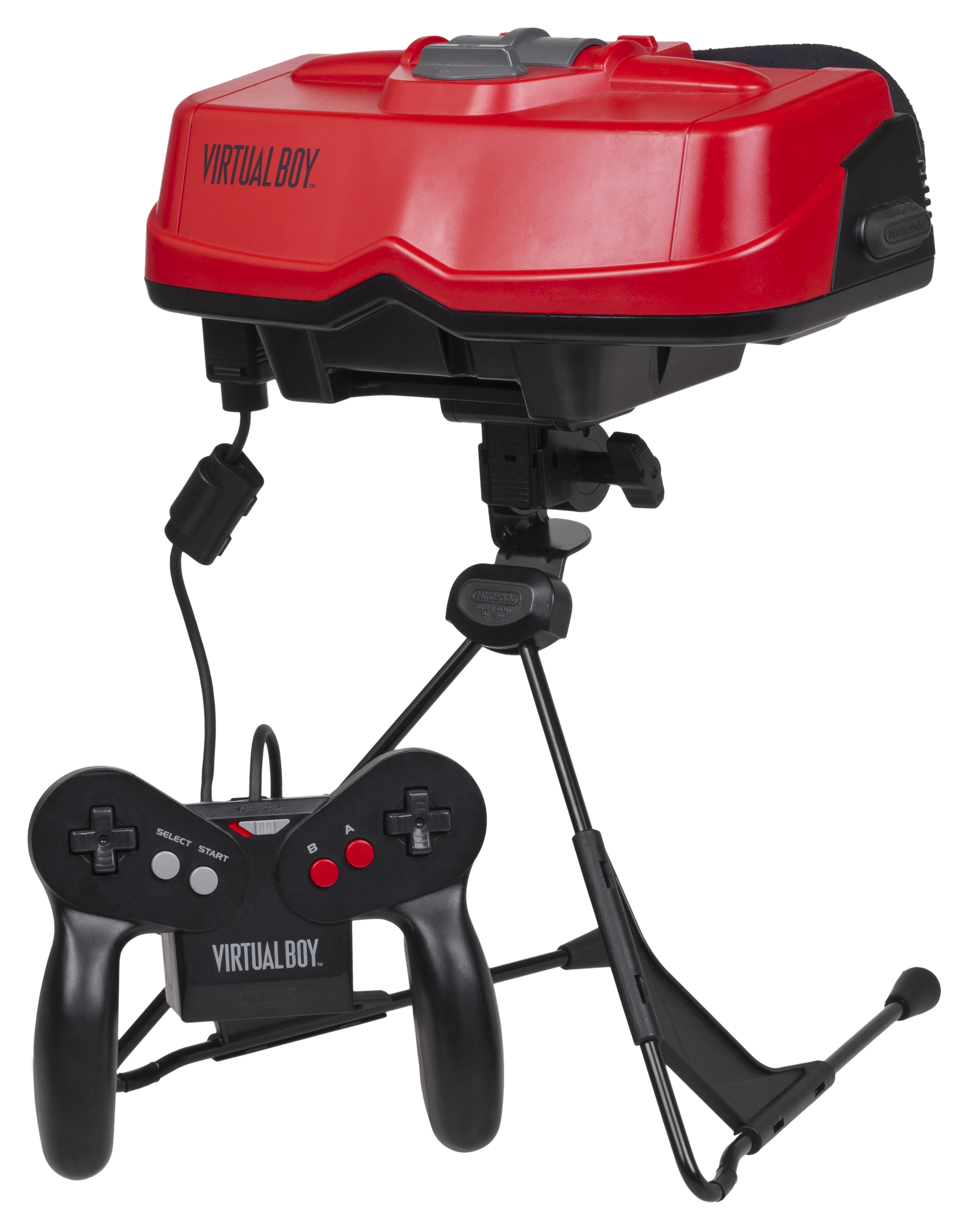
Yokoi's Virtual Boy (1995).

Na Mario Bros. produceerde Yokoi verschillende R & D1-spelletjes zoals Kid Icarus en Metroid. Hij ontwierp ook R.O.B. (Robotic Operating Buddy) voor de NES en de wereldwijd succesvolle Game Boy. Een van zijn andere creaties, de Virtual Boy, werd een commerciële flop door de klachten over hoofdpijn door het 3D scherm. Dit was echter niet de reden voor zijn daaropvolgende vertrek bij Nintendo. Volgens zijn collega Yoshihiro Taki had Yokoi aanvankelijk besloten om op zijn 50e jaar van zijn pensioen te gaan genieten. Volgens het boek Game Over van auteur David Sheff had Yokoi de Virtual Boy nooit vrijgegeven in zijn huidige vorm. Nintendo duwde de Virtual Boy echter veel te vroeg de markt op zodat de R&D 1-afdeling zich zou kunnen richten op de Nintendo 64.

### Koto

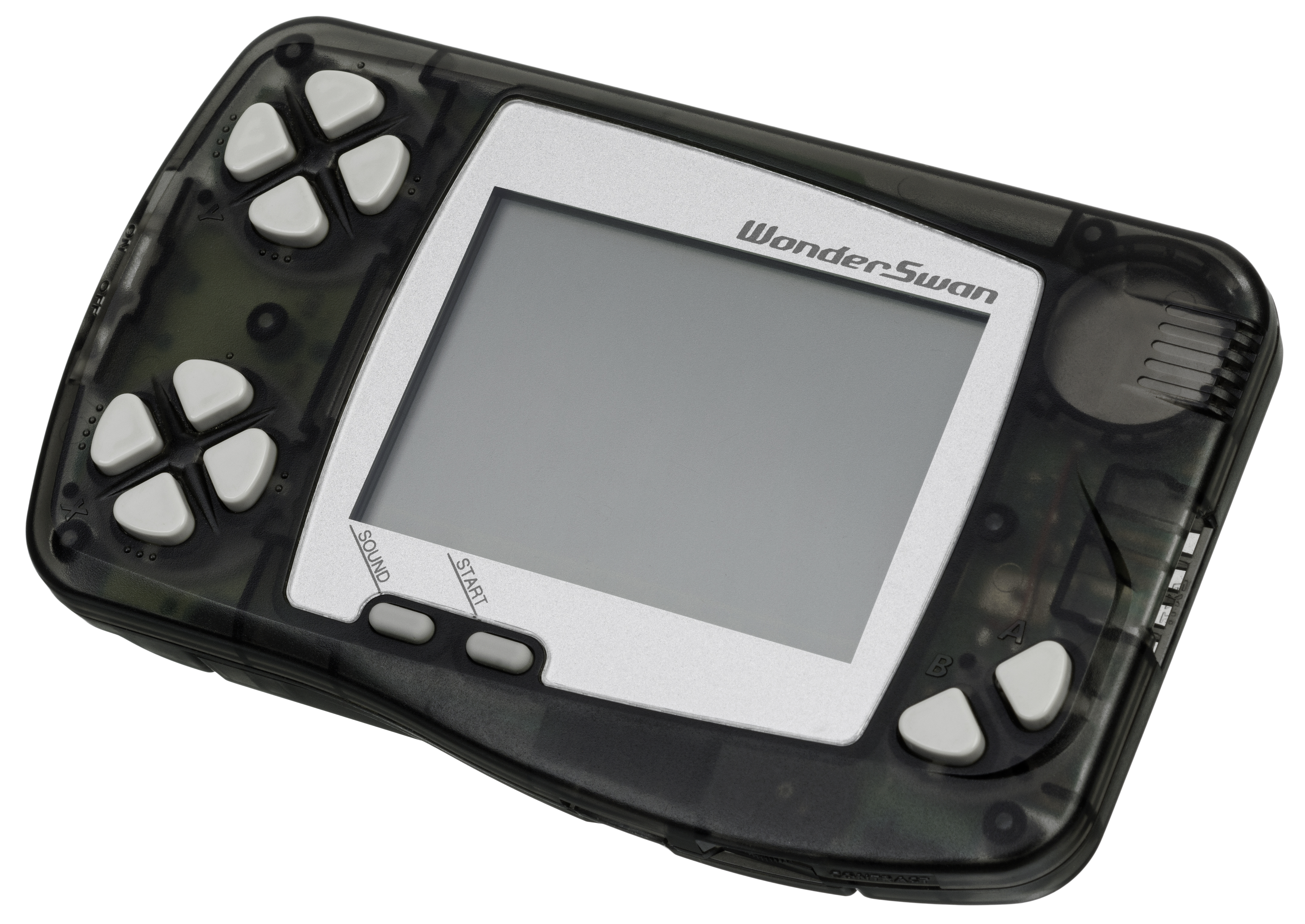
De Bandai WonderSwan.

Te midden van het falen van de Virtual Boy verliet Yokoi Nintendo op 15 augustus 1996, na 31 jaar bij het bedrijf te hebben gewerkt. Hij heeft Nintendo niet verlaten voordat de succesvolle Game Boy Pocket werd gelanceerd als een soort van afscheidscadeau in juli van dat jaar. Yokoi nam personeel van zijn R&D 1 afdeling mee om een nieuw bedrijf genaamd Koto te vormen. Met dit team leidde Yokoi de ontwikkeling van de Bandai WonderSwan draagbare spelcomputer.

### Overlijden
Op 4 oktober 1997 stierf Yokoi bij een auto-ongeluk. Hij reed mee in een auto die werd bestuurd door Etsuo Kisō, een zakenman van Nintendo. Ze zagen dat er een auto-ongeluk was gebeurd en ze stopten om de schade van de twee andere auto's te bekijken. Terwijl ze de auto's bekeken botsten vervolgens twee andere auto's op een van de beschadigde auto's, waardoor Yokoi werd verpletterd. Yokoi werd nog naar het ziekenhuis gebracht maar werd twee uur later dood verklaard. Kisō had twee gebroken ribben en een zware whiplash.